# Stretto di Kitan

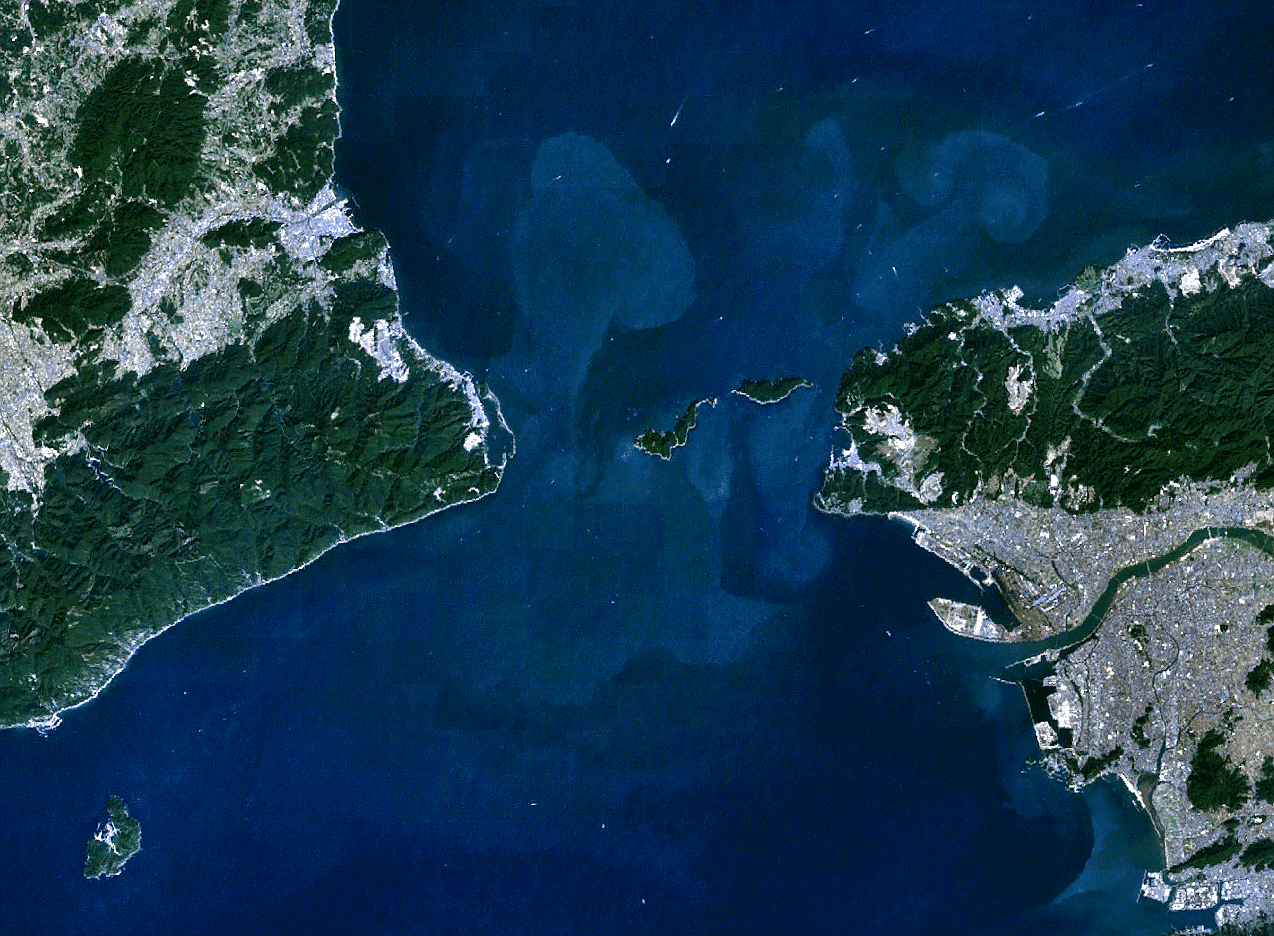
Lo stretto di Kitan separa l'isola Awaji dall'isola di Honshū

Lo stretto di Kitan (紀淡海峡?, Kitan kaikyō) o canale di Tomogashima (友ヶ島水道?, Tomogashima suidō) separa l'isola Awaji dalla città di Wakayama, nell'omonima prefettura giapponese, e collega la baia di Osaka a nord con il canale di Kii a sud.
Ha una lunghezza totale di circa 11 km, ma la presenza delle isole Tomogashima permette di ridurre la distanza che dovrebbe essere coperta da un ponte in via di progettazione.
Lo stretto è incluso nel parco nazionale di Setonaikai.